# كامبريدج (أونتاريو)
كامبريدج، أونتاريو (بالإنجليزية: Cambridge)‏ هي مدينة كندية تقع في مقاطعة أونتاريو. تبلغ مساحة هذه المدينة 112.8645 (كم²)، ويبلغ عدد سكانها 120371 نسمة حسب إحصاء سنة 2006 م، بينما كان يسكنها 110372 نسمة في سنة 2001 م. تحتل هذه المدينة المرتبة رقم 38 بين مدن كندا حسب عدد السكان والمرتبة رقم 18 في المقاطعة. نما عدد السكان في هذه المدينة بنسبة (9.1) بين العامين المذكورين.

## أعلام
- ويليام إليوت
- جيمس يونغ
- ماركوس ديفيدسون
- آدم بوتشر
- تيري جونز
- دونالد روب
- جون أشلي
- سكوت ووكر
- توم تايلور
- ألبرت هندرسون

## وصلات خارجية
- الأطلس الحكومي لكندا
- إحصاءات كندا مع ساعة تعداد السكان